# Hassan Amcharrat
Hassan Amcharrat (en árabe: حسن اعسيلة‎; Mohammedia, Marruecos; 1948-Mohammedia, 22 de julio de 2023) fue un futbolista marroquí que jugó en la posición de delantero centro.

## Carrera

### Club
| Período   | Club            | Apariciones | Goles |
| --------- | --------------- | ----------- | ----- |
| 1965-1972 | SCC Mohammédia  | 104         | 61    |
| 1972-1981 | Raja Casablanca | 151         | 67    |

### Selección nacional
Jugó para Marruecos en 39 ocasiones entre 1971 y 1979 y anotó 18 goles; participó en dos ediciones de la Copa Africana de Naciones, ganando la edición de 1976 y anotó dos goles en la edición de 1978 ante Túnez y Congo.
También participó en las clasificatorias para la Copa Mundial de Fútbol de 1974 y de 1978.

## Logros

### Club
- Copa del Trono: 1974-75
- Supercopa de Marruecos: 1975

### Selección nacional
- Copa Africana de Naciones: 1976